# Rob Harmeling
Lodewijk Johannes (Rob) Harmeling (Hellendoorn, 4 december 1964) is een Nederlands voormalig profwielrenner en huidig ploegleider van TDT-Unibet Cycling Team.

## Wielrenner

### Van talent tot profrenner
Harmeling was in zijn amateurtijd een groot talent. Herman Krott was zijn ploegleider bij de Amstel Bier wielerploeg, die eerder onder meer Gerrie Knetemann en toenmalig wereldkampioen Joop Zoetemelk de kneepjes van het vak had aangeleerd. Krott vergeleek in 1986 de fanatieke houding van de jonge Zoetemelk met die van Harmeling: 'Ik zeg niet dat hij de evenknie van Zoetemelk zal worden, maar de manier waarop deze jongen met zijn sport bezig is verraadt veel goeds.' Harmeling werd later dat jaar wereldkampioen in de ploegentijdrit voor amateurs.
In 1988 won hij drie etappes in de Ronde van Griekenland en ook een etappe in de zwaarste meerdaagse wedstrijd voor amateurs, de Vredeskoers. Dit leverde hem een selectie op voor de Olympische Spelen van 1988 in Seoel. Daar eindigde hij als 38ste in de individuele wegwedstrijd. In 1989 werd hij professional bij de Belgische ploeg Histor-Sigma. Daar moest hij zich schikken in een knechtenrol en kreeg hij niet de ruimte om ook zelf te stralen. Harmeling speelde daarom met de gedachte om te stoppen.

### Van rode lantaarn tot podium
Van 1991 tot 1995 kwam hij uit voor de TVM-wielerploeg. In 1991 won hij de rode lantaarn in de Tour. In 1992 won hij de derde touretappe met aankomst in Bordeaux.
Harmeling is sinds zijn actieve wielercarrière actief als fabrikant van spierverzorgende producten. Harmeling was vaak te gast in het televisieprogramma De Avondetappe en heeft ook nog klein rolletje gespeeld in de film Ventoux.
Harmeling werd door onder meer Pedro Delgado "la douze" genoemd, omdat Harmeling er patent op had dat hij altijd net te groot reed, zoals hij zelf zei (in Sunday United van 4 mei 2003). In die tijd werd nog niet gereden met elf tanden achter, maar was de twaalf ('douze') het kleinste tandwiel.

## Ploegleider
In december 2022 werd Harmeling aangekondigd als ploegleider van de nieuwe continentale wielerploeg TDT-Unibet Cycling Team. Hij maakte zijn debuut in de openingsklassieker de Ster van Zwolle, waar hij in 1984 vierde werd. Een jaar later werd hij tweede achter drievoudig winnaar Dries Klein, die in de editie van 2023 ploegleider was bij VolkerWessels. De geschiedenis herhaalde zich, want Harmelings renner Martijn Budding werd tweede achter Kleins renner en drievoudig winnaar Coen Vermeltfoort.

## Belangrijkste overwinningen
1986
- Wereldkampioen ploegentijdrit amateurs, met Tom Cordes, John Talen en Gerrit de Vries
- Flèche du Sud
- Ronde van Overijssel

1988
- 7e etappe Vredeskoers
- 3 etappes Ronde van Griekenland

1992
- 3e etappe Ronde van Frankrijk
- 2 etappes Ronde van Nederland

1994
- 3e etappe (A) Ronde van Luxemburg

## Resultaten in voornaamste wedstrijden
| Jaar | Ronde van Italië | Ronde van Frankrijk                             | Ronde van Spanje |
| ---- | ---------------- | ----------------------------------------------- | ---------------- |
| 1989 |                  |                                                 | 139e             |
| 1990 |                  |                                                 |                  |
| 1991 | 113e             | 158e (laatste)                                  |                  |
| 1992 |                  | opgave (1)                                      | 109e             |
| 1993 |                  |                                                 |                  |
| 1994 |                  | uitgesloten wegens hangen aan ploegleiderswagen | opgave           |
| 1995 |                  |                                                 |                  |

| Jaar | Milaan-San Remo | Gent-Wevelgem | Ronde van Vlaanderen | Parijs-Roubaix | Parijs-Tours | Parijs-Brussel | E3 Harelbeke |
| ---- | --------------- | ------------- | -------------------- | -------------- | ------------ | -------------- | ------------ |
| 1989 |                 |               |                      |                | 28e          | 118e           |              |
| 1990 |                 |               |                      |                |              | 59e            |              |
| 1991 |                 | 156e          | 40e                  |                |              |                |              |
| 1992 | 78e             |               | 36e                  | 38e            | 100e         | 21e            | 9e           |
| 1993 |                 |               |                      |                | 78e          | 26e            |              |
| 1994 |                 |               | 20e                  | 21e            |              |                |              |
| 1995 |                 |               |                      |                | 132e         |                |              |

## Ploegen
- 1989-1990 Histor - Sigma
- 1991-1992 TVM - Sanyo
- 1993-1994 TVM - Bison Kit
- 1995 TVM

Wielerploegen van Rob Harmeling
Ceci · 
Chevallier ·
De Wilde · 
D'Hont · 
Diehl · 
Frison · 
Gaigne · 
Haghedooren ·
Harmeling ·   
Heynderickx ·
Holm ·
Ilegems · 
Leblanc ·
Lilholt ·
Mertens ·
Messelis (tot 15/07) · 
Meuwissen (tot 30/04) ·
Nevens ·
Patry · 
Peeters · 
Pirard · 
Roosen · 
M. Seynaeve · 
S. Seynaeve · 
Thevenin ·
Van Slycke · 
Virvaleix ·
Wijnant
Biondi · 
Chevallier ·
Clark · 
Colyn · 
De Wael ·
De Wilde · 
Diehl · 
Frison · 
Haghedooren ·
Harmeling ·   
Holm ·
Lilholt ·
Moreau ·
Nevens ·
Patry · 
Peeters · 
Pillon · 
Roche · 
Roosen · 
Thevenin ·
Van Slycke · 
Verstrepen ·
Virvaleix
Barth ·
Capiot · 
Ducrot ·
Gutte · 
Hamburger · 
Harmeling ·  
Konysjev · 
Kuum ·
Müller ·
Meinert-Nielsen · 
Oeslamin ·
Schalkers · 
Schurer · 
J. Siemons ·
M. Siemons ·
Skibby ·
Sunderland ·
Theunisse ·
Van Den Bossche ·
van der Pas ·
van Loenhout ·
Zjdanov ·
van de Meulenhof (stagiair)
Barth ·
Capiot ·  
Hamburger · 
Harmeling ·
Hoffman ·  
Konysjev · 
Meinert-Nielsen · 
Millar ·
Oeslamin ·
Schurer · 
J. Siemons ·
M. Siemons ·
Skibby ·
Sunderland ·
Theunisse ·
Van Den Bossche ·
van der Pas ·
Wijnands ·
Zjdanov ·
De Clercq (stagiair) ·
Henry (stagiair) ·
Konings (stagiair)
Capiot ·  
de Vries ·
den Bakker ·
Girardi ·
Hamburger · 
Harmeling ·
Hermans ·
Hoffman ·  
Lauritzen · 
Meinert-Nielsen · 
Millar ·
Nelissen ·
Schurer · 
Skibby ·
Sunderland ·
Talen ·
Theunisse ·
Van Den Bossche ·
van Steen ·
Voskamp ·
Wijnands ·
Knaven (stagiair) ·
Meier (stagiair)
Blijlevens ·
Capiot ·  
Cornelisse ·
den Bakker ·
Hamburger · 
Harmeling ·
Hoffman · 
Knaven · 
Lauritzen · 
Meier ·
Meinert-Nielsen · 
Millar ·
Nelissen ·
Rooks · 
Skibby ·
Sunderland ·
Theunisse ·
Van Den Bossche ·
van Steen ·
Voskamp ·
Johnsen (stagiair) ·
Møller (stagiair) ·
Van Dyck (stagiair)
Appeldoorn ·
Blijlevens ·
Cornelisse ·
den Bakker ·
Hamburger · 
Harmeling (tot 15/10) ·
Hoffman · 
Johnsen ·
Knaven · 
Luppes · 
Meier ·
Meinert-Nielsen · 
Nijdam ·
Redant ·
Rooks · 
Skibby ·
Thebes ·
Theus ·
Van De Laer ·
van der Steen ·
Van Dyck ·
Van Petegem ·
van Steen ·
Voskamp ·
de Jongh (stagiair) · 
Kjærgaard (stagiair) ·
Lotz (stagiair) 